# 紙黏土
紙黏土（paper clay）又称纤维黏土（fiberclay），是任何添加了加工纤维素纤维（processed cellulose fiber）的黏土；纸张是最常见的纤维来源。紙黏土屬黏土的一種，常以紙漿混合樹脂和黏土製成，價錢較其他的黏土便宜，與麵土、陶土等同屬常用的捏塑素材。通過加水、手揑和使用各種工具後，紙黏土會變成不同的形狀，但在乾透以後便不能再令其形狀改變。紙黏土一般用於製作泥人、小飾物、畫作等。

## 紙黏土成分
紙黏土由純木漿或紙漿加入天然或加工後的細粉，以及黏著劑用來改善它的柔韌性，是一種健康、安全的環保型手工藝材料。可結合繪畫、雕塑等多種技法，並根據自己的設計，用紙黏土做人物、動物等立體玩偶。
超輕紙黏土由於膨脹體積較大，比重很小，一般為0.25~0.28，做出來的作品乾燥後的重量是乾燥前的1/4，極輕而又不容易碎，這種簡稱為“超輕土”，在日本比較盛行。傳統紙黏土由於材料的取得和存放方便、隨手隨處可捏塑、著色自由，又不像陶瓷具有需燒烤的特性，可以運用它來創作，另可直接參入水彩或塗上水彩、壓克力、油彩等顏料。

## 塗繪方法
紙黏土的塗繪方法有兩種：濕畫法和乾畫法。濕畫法是指趁紙黏土未乾前加上顏料（丙烯颜料、水彩等），令紙黏土裏裏外外都變成製作者想要的顏色， 这种方法较为复杂。而乾畫法是指紙黏土乾透後加上顏料（廣告顏料、水彩），但此法只僅能令紙黏土表面着色。

## 保存法
開了包裝但未用的紙黏土需要用保鮮紙或密實袋包好。如天氣十分乾燥時，可再用一塊濕布包裹着整塊黏土，或放在密封的膠盒內。作品完成後，需要加上光油，才能保存得好些。完成後的作品比較重，而且碰撞後容易弄碎。故此，應將作品放好。